# Aleuroclava rhododendri
Aleuroclava rhododendri là một loài côn trùng cánh nửa trong họ Aleyrodidae, phân họ Aleyrodinae.
Aleuroclava rhododendri được Takahashi miêu tả khoa học đầu tiên năm 1935.